# Kóstas Yannoúlis
Konstantínos Nikólaos Yannoúlis (en grec : Κωνσταντίνος Νικόλαος Γιαννούλης), plus souvent appelé Kóstas Yannoúlis (Κώστας Γιαννούλης), est un footballeur grec, né le 9 décembre 1987 à Katerini en Grèce. Il évolue actuellement à l'Asteras Tripolis comme arrière gauche.

## Carrière

### Clubs
| Saison    | Club         | Pays          | Championnat       | Coupes nationales | Coupes continentales | Grèce       |
| --------- | ------------ | ------------- | ----------------- | ----------------- | -------------------- | ----------- |
| 2005-2006 | Paniónios    | Alpha Ethniki | -                 | -                 | -                    | -           |
| 2006-2007 | Pierikos     | Gamma Ethniki | 25 matchs         | -                 | -                    | -           |
| 2007-2008 | Iraklis      | Alpha Ethniki | 12 matchs         | -                 | -                    | -           |
| 2008-2009 | Iraklis      | Alpha Ethniki | 21 matchs         | -                 | -                    | -           |
| 2009-2010 | Iraklis      | Alpha Ethniki | 22 matchs         | -                 | -                    | -           |
| 2010-2011 | FC Cologne   | Bundesliga    | -                 | -                 | -                    | -           |
| 2011-2012 | Atromitos FC | Alpha Ethniki | 27 matchs / 1 but | -                 | 3 matchs             | 1 sélection |

Dernière mise à jour le 28 juin 2011

## Palmarès
- Championnat de Grèce : 2015